# La Croce Honninfjord
La Croce Honninfjord è un romanzo italiano di Giovanni Montanaro, pubblicato nel 2007 dalla editrice Marsilio.
Finalista al premio Calvino 2006, vincitore del premio Vittorini Opera Prima, è stato definito da Tiziano Scarpa "un'opera sorprendentemente matura; potrebbe essere stato scritto da un autore di quaranta o sessant'anni, per quanto riguarda la storia, il mondo che rievoca, e la sicurezza con cui pronuncia il suo stile. Ma è anche, inconfondibilmente, il romanzo di un giovane, perché presenta una grande fame di ideali, di giustizia, una ricerca di senso".

## Trama
La Croce Honninfjord intreccia quattro storie distanti nel tempo e nello spazio.
Personaggio principale è Bjorn Korning, custode di un immenso Archivio che, a Ingenting, in Norvegia, contiene tutta la musica del mondo; Bjorn riceva la visita di una ragazza francese, Marie, che gli chiede di trovare uno spartito, dal quale Marie spera di ottenere informazioni circa la sua vera identità. I due partono dunque alla ricerca dello spartito in un Archivio fantastico, pieno di caverne, passaggi segreti, corsi d'acqua sotterranei. Tra i due scoccherà un amore imperfetto, che termina con la partenza di Marie e ricomincia, misteriosamente, dopo quattro anni, con l'arrivo di una lettera da Venezia.
A fianco, una storia è ambientata nella seconda guerra mondiale, con il musicista norvegese Edvard von Honninfjord-Dervinskij che aderisce alla resistenza norvegese contro il nazismo e contribuisce ad evitare la costruzione della bomba atomica.
Una terza storia è ambientata invece nell'Alto Medioevo, nel monastero di Askert dove viene inventata, in un periodo di lotte tra monaci, la musica polifonica, considerata diabolica ed eretica.
Un'ultima storia è sempre legata alla seconda guerra mondiale, e a una telefonata a un'emittente radiofonica, che, dopo quarant'anni, svelerà la storia di alcuni bambini scomparsi.